# Eksplosionen
Eksplosionen er en dansk stumfilm fra 1914, der er instrueret af Einar Zangenberg.

## Handling
Denne artikel mangler et handlingsreferat. Hjælp os med at skrive det.

## Medvirkende
- Emil Helsengreen - Fabrikant Brun
- Alfi Zangenberg - Fabrikanten Bruns kone
- Ellen Rassow - Oda, fabrikant Bruns datter
- Anton de Verdier - Ingeniør Barner
- Einar Zangenberg - Værkfører Hansen
- Ella la Cour - Værkfører Hansens mor